# サルト (ウルグアイ)
サルト（Salto）は、ウルグアイ西部にある都市。サルト県の県庁所在地であり、アルゼンチンとの国境に位置する。2011年の人口は104,028人であり、首都モンテビデオ（132万人）に次いでウルグアイ第2の人口を有する都市である。

## 地理
ウルグアイ国道3号線でモンテビデオから北西に496kmの位置にある。ウルグアイ川の西岸（東側）にあり、川を挟んだ東岸（西側）にはアルゼンチン、エントレ・リオス州のコンコルディア市が位置する。ウルグアイ川の上流にはサルトグランデダムがあり、サルト市の北12kmにあるサルト大橋が国境をまたいで両都市を結んでいる。市街地の標高は48mである。

## 人口
2011年の人口は104,028人である。
| 調査年 | 人口    |
| ------ | ------- |
| 1834   | 1,315   |
| 1852   | 2,882   |
| 1908   | 19,788  |
| 1963   | 57,975  |
| 1975   | 73,897  |
| 1985   | 80,821  |
| 1996   | 93,117  |
| 2004   | 99,072  |
| 2011   | 104,028 |

出典: Instituto Nacional de Estadística de Uruguay

## 気候
| サルトの気候                | サルトの気候 | サルトの気候 | サルトの気候 | サルトの気候 | サルトの気候 | サルトの気候 | サルトの気候 | サルトの気候 | サルトの気候 | サルトの気候 | サルトの気候 | サルトの気候 | サルトの気候  |
| 月                          | 1月          | 2月          | 3月          | 4月          | 5月          | 6月          | 7月          | 8月          | 9月          | 10月         | 11月         | 12月         | 年            |
| --------------------------- | ------------ | ------------ | ------------ | ------------ | ------------ | ------------ | ------------ | ------------ | ------------ | ------------ | ------------ | ------------ | ------------- |
| 平均最高気温 °C （°F）      | 31.5 (88.7)  | 30.3 (86.5)  | 27.8 (82)    | 23.9 (75)    | 20.6 (69.1)  | 17.1 (62.8)  | 17.3 (63.1)  | 19.0 (66.2)  | 20.8 (69.4)  | 24.2 (75.6)  | 26.9 (80.4)  | 30.2 (86.4)  | 24.1 (75.4)   |
| 日平均気温 °C （°F）        | 25.0 (77)    | 23.9 (75)    | 21.6 (70.9)  | 18.1 (64.6)  | 15.0 (59)    | 11.7 (53.1)  | 12.0 (53.6)  | 13.2 (55.8)  | 14.9 (58.8)  | 18.0 (64.4)  | 20.7 (69.3)  | 23.5 (74.3)  | 18.1 (64.6)   |
| 平均最低気温 °C （°F）      | 18.7 (65.7)  | 17.9 (64.2)  | 16.0 (60.8)  | 12.7 (54.9)  | 10.0 (50)    | 7.2 (45)     | 7.3 (45.1)   | 8.0 (46.4)   | 9.1 (48.4)   | 11.9 (53.4)  | 14.2 (57.6)  | 17.1 (62.8)  | 12.5 (54.5)   |
| 降水量 mm （inch）          | 116 (4.57)   | 132 (5.2)    | 153 (6.02)   | 126 (4.96)   | 99 (3.9)     | 81 (3.19)    | 73 (2.87)    | 70 (2.76)    | 107 (4.21)   | 118 (4.65)   | 129 (5.08)   | 120 (4.72)   | 1,324 (52.13) |
| 平均降水日数 （≥1 mm）      | 5            | 6            | 5            | 5            | 5            | 5            | 4            | 4            | 5            | 6            | 5            | 5            | 60            |
| 平均月間日照時間            | 275.9        | 215.6        | 235.6        | 183          | 176.7        | 144          | 158.1        | 176.7        | 195          | 241.8        | 255          | 288.3        | 2,545.7       |
| 出典：Hong Kong Observatory |              |              |              |              |              |              |              |              |              |              |              |              |               |

## 交通
サルトは南北に走る国道3号線と東西に走る国道31号線の結節点である。ウルグアイ川に沿って北145kmにはベジャ・ウニオンがあり、ウルグアイ川に沿って南120kmにはパイサンドゥがある。東225kmにはタクアレンボー県の県都タクアレンボーがあり、道路で通じている。モンテビデオには路線バスが通じているほか、モンテビデオからサルトを通ってアルティガスまで通じる鉄道がある。サルト市の中心駅はサルト駅である。ヌエバ・エスペリデス国際空港からはモンテビデオとの間に定期便がある。

## 建物
市南部にある国道3号線と国道31号線の交差点には建築家のエラディオ・ディエステの記念碑が建っている。この記念碑は正式にはラ・プエルタ・デ・ラ・サビドゥリア（英知の扉）という名称であるが、ラ・ガビオータ（カモメ）という呼び名で知られている。この記念碑は駅から移設されたものであり、貿易商のレッヒエーロ・バルビエリによって提供された。サルトはディエステの作品が多く存在する地として知られ、工場、宿屋、市営バスターミナル、私営バス会社のターミナルなどの作品がある。同じく建築家のJ・P・サンギネッティの作品であるエル・カンポ・イ・ジョなどもある。市中心部のウルグアイ通りはビジネス街であり、多くの歴史的建造物がある。市内でもっとも高い建造物は2007年に完成した「エル・ミラドール」（見晴らし台という意味）というアパートである。市内には「人間と科学の博物館」があり、市内最大の公園はソラーリ公園である。市中心部にはホセ・ヘルバシオ・アルティガス将軍に由来するアルティガス広場があり、巨大な将軍の彫像が建っている。
サルト大聖堂、サンタ・クルス教会、サグラード・コラソン・デ・ヘスス教会、ヌエストラ・セニョーラ・デル・カルメン教会などがあり、いずれもローマ・カトリックに属する宗教施設である。

## 文化
若者は友人とマテ茶を楽しみ、また夜にはダンスに繰り出す。週末にはアルゼンチンとの国境を超えてコンコルディアへ買い物に出かける。サルト市の近くには温泉があり、多くの人を惹きつけている。メインストリートはウルグアイ通りであり、週末の夜には地元民が繰り出して友人とおしゃべりや飲酒を楽しむ。市内には貧民街もあるが、ウルグアイ国内の他地域に欠ける生活環境の良さから、裕福な住民が多い地域のひとつとされている。1990年8月には国際文化センターが設立された。サルト市最大のサッカークラブはサルトFCであり、主にセグンダ・ディビシオン（2部）に在籍している。ホームスタジアムのエスタディオ・エルネスト・ディッキンソンは6,500人を収容する。

## 関連人物
- オラシオ・キロガ – 劇作家、詩人。1879年サルト生まれ。
- エンリケ・アモリム – 小説家、著述家。1900年サルト生まれ。
- ペドロ・ビルヒリオ・ロチャ – サッカー選手。1942年サルト生まれ。1966年にCAペニャロールでインターコンチネンタルカップを制した。
- ルイス・スアレス – サッカー選手。1987年サルト生まれ。
- エディンソン・カバーニ – サッカー選手。1987年サルト生まれ。スアレスとカバーニはともに2010 FIFAワールドカップにウルグアイ代表として出場して4位となった。
- パブロ・クエバス – テニス選手。アルゼンチン生まれだがサルトに住み、ウルグアイ国籍を保持している。ルイス・オルナ（ペルー）と組んで2008年の全仏オープンダブルスを制した。

## ギャラリー

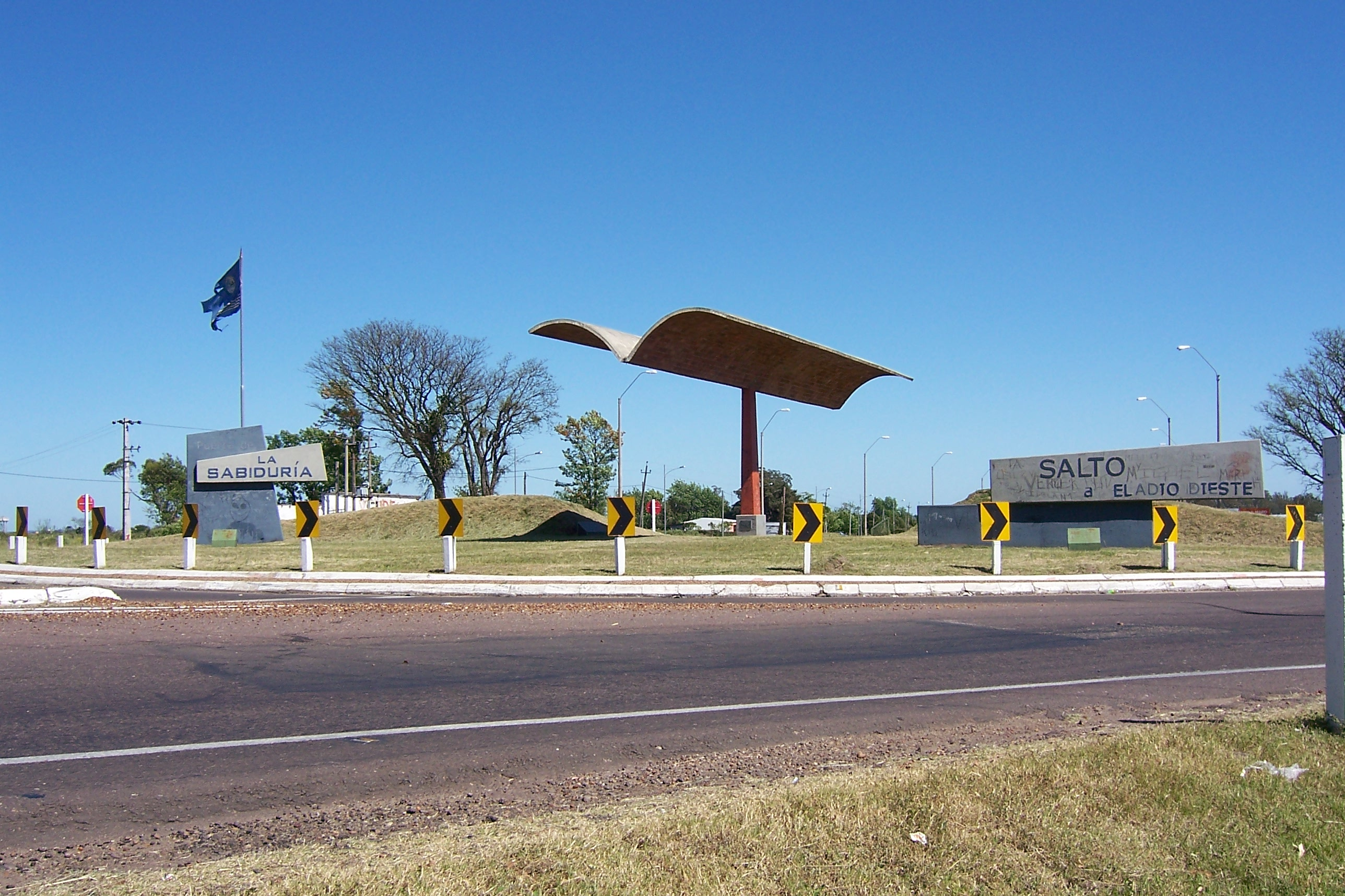
建築家エラディオ・ディエステを称える記念碑
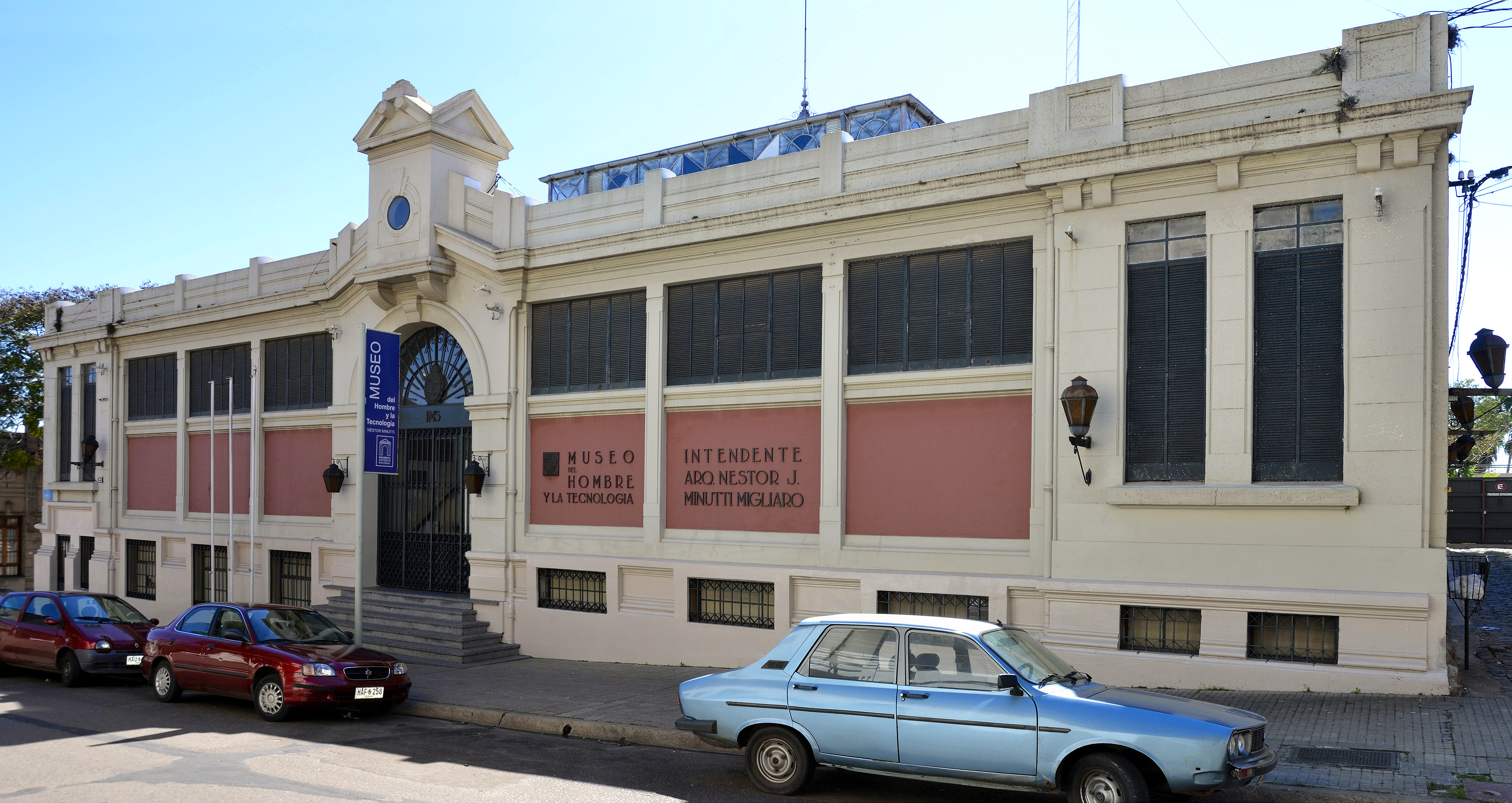
人間と科学の博物館
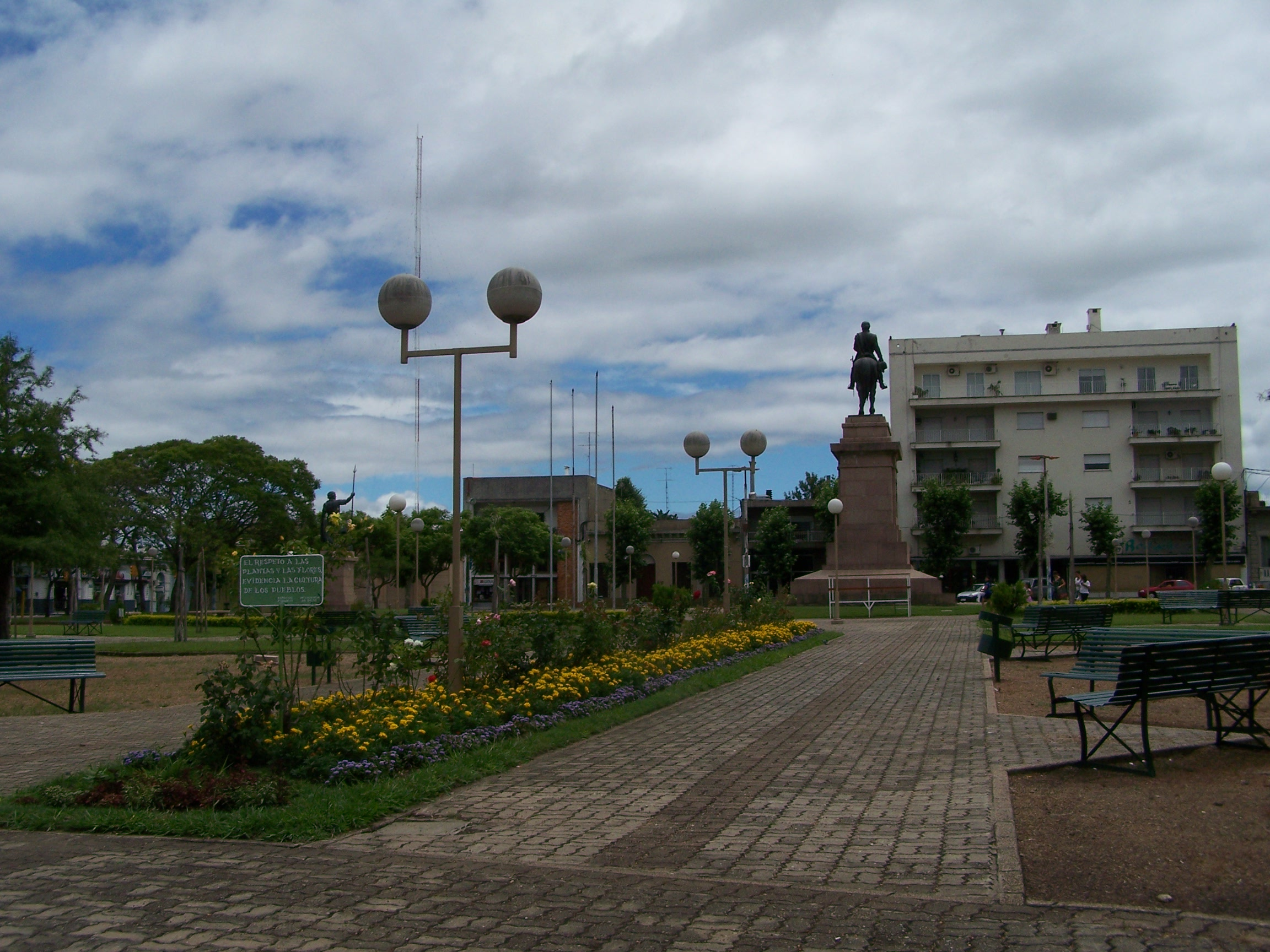
アルティガス広場
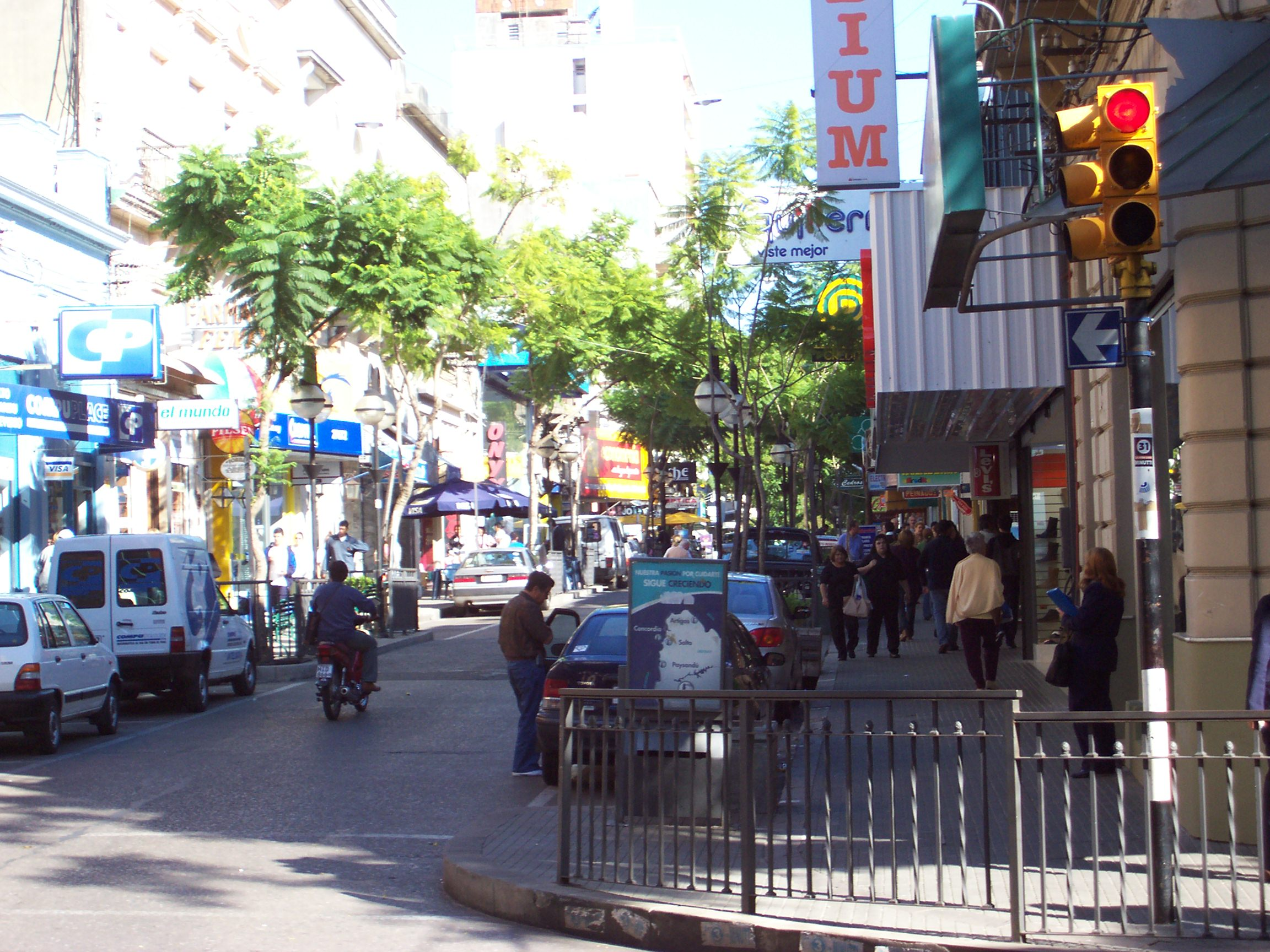
ダウンタウンのウルグアイ通り
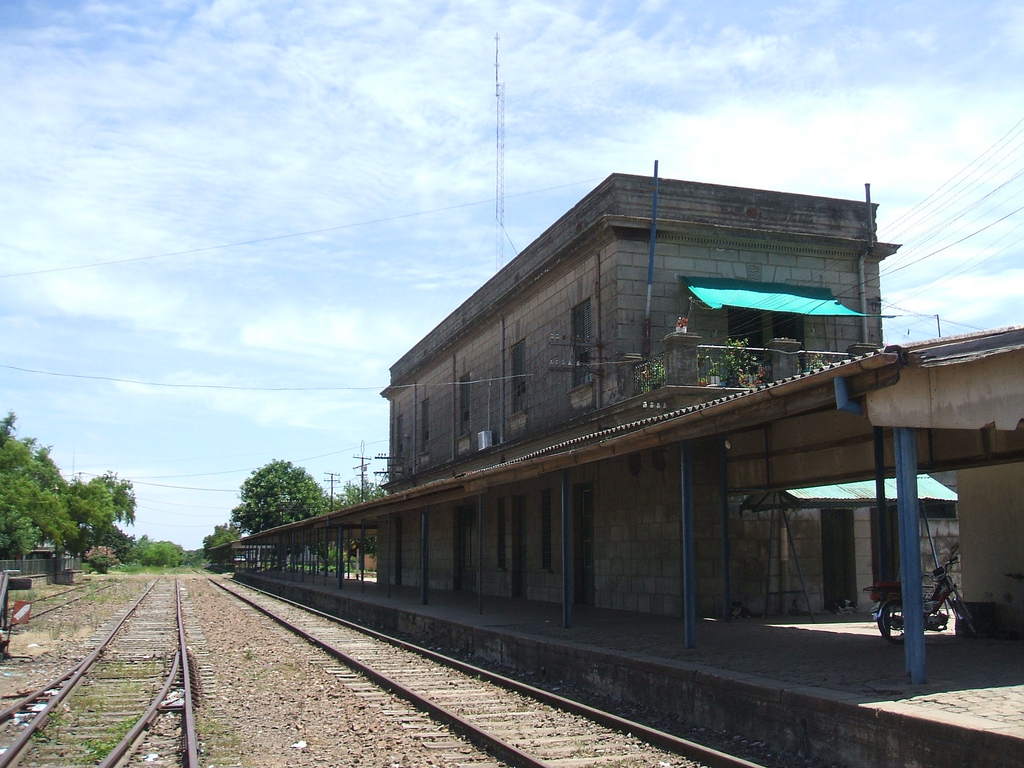
サルト駅